# Qozīvand
Qozīvand (persiska: قزیوند, Qūzīvand) är en ort i Iran.   Den ligger i provinsen Kermanshah, i den nordvästra delen av landet, 400 km väster om huvudstaden Teheran. Qozīvand ligger 1 281 meter över havet och antalet invånare är 331.
Terrängen runt Qozīvand är varierad. Runt Qozīvand är det ganska tätbefolkat, med 185 invånare per kvadratkilometer. Närmaste större samhälle är Harsīn, 18,6 km sydost om Qozīvand. Trakten runt Qozīvand består till största delen av jordbruksmark.